# Fernando Ricardo
Fernando Ricardo (Lisboa, 17 de setembro de 1951) é um fotojornalista português que trabalha desde 1970. Foi fotojornalista chefe da agência Associated Press e repórter fotográfico da agência Gamma e da Agence France-Presse. Foi ainda diretor de fotografia do grupo Impresa, fundado por Francisco Pinto Balsemão.
Atualmente trabalha como fotojornalista freelancer, sendo colaborador da agência Getty Images.

## Vida e obra
Bolseiro do Conselho da Europa em fotojornalismo, realizou várias reportagens internacionais para a Associated Press em cenários de guerra, tanto em África como no Médio Oriente. Para a Associated Press realizou ainda a cobertura fotográfica de vinte quatro viagens do Papa João Paulo II. Fez ainda reportagens fotográficas de Jogos Olímpicos, Campeonatos do Mundo de Futebol e Grandes Prémios de Formula 1. Ao longo da sua carreira publicou em diversos títulos de onde se destacam o International Herald Tribune, New York Times, Washington Post, Boston Globe, Time, Newsweek, Stern, Der Spiegel, Paris Match, Figaro, El País, entre muitos outros. Retratou individualidades como Mário Soares, Nelson Mandela, José Saramago ou Ayrton Senna, entre outras.
Conta com várias exposições individuais e coletivas, nomeadamente no MARGS - Museu de Arte do Rio Grande do Sul, no Brasil, ou no Palácio da Galeria – Museu Municipal de Tavira, no Algarve. Está ainda representado em várias coleções públicas, entre as quais a da Assembleia da República Portuguesa.
Participou, juntamente com os fotojornalistas Rui Ochôa, José Carlos Pratas e Alfredo Cunha, no livro "O Grande Incêndio do Chiado 1988", com chancela da Tinta da China, publicado em 2023 com o ISBN 978-98967-117-4-0.